# Crkva sv. Jakova u Pitvama
Crkva sv. Jakova jerimokatolička crkva u selu Pitvama, otok Hvar.

## Opis
Župna crkva sv. Jakova apostola starijeg (blagdan 25. srpnja) u Pitvama sagrađena je na slikovitom brežuljku između starih i novih Pitava. Pitve su jedno od najstarijih naselja otoka Hvara, naseljene još od ilirskog razdoblja. Prva župna crkva u Pitvama spominje 1452. godine na mjestu gdje je i današnja župna crkva. Stara crkva bila je posvećena Svim Svetima kojima je u novoj crkvi posvećen jedan od bočnih oltara. U vizitacijama veronskog biskupa Augusta Valiera koji dolazi na Hvar kao apostolski vizitator 1579. godine u Pitvama se bilježi crkva sv. Jakova, nije jasno je li crkva nanovo sagrađena ili je samo promijenila titulara. O crkvi se kaže da je posvećena i opremljena s dva oltara, sv. Jakova i oltarom Svih Svetih. Današnja crkva sagrađena je na mjestu stare crkve 1878. godine, a posvećena 1889. godine. Jednobrodna longitudinalna građevina s kvadratnom apsidom i dograđenom kvadratičnom sakristijom na južnoj strani, široka 11 a duga 26,5 metara. Crkva sv. Jakova lijep je primjer historicističke arhitekture, dosljedno građena u kasnogotičkom slogu, ukazuje na povijesni trenutak u kojem nastaje. Dosljedno evociranje na starije slojeve kroz crkveni inventar i izuzetan položaj na kojem je sagrađena čine ovaj spomenik jedinstvenim kulturnim dobrom.

## Zaštita
Pod oznakom Z-6582 zavedena je kao nepokretno kulturno dobro - pojedinačno, pravna statusa zaštićena kulturnog dobra, klasificirano kao "sakralna graditeljska baština".